# 金海中学
金海中学（英語：Jinhai Middle School）坐落在湖南省长沙市，分三大校区：长沙校区、宁乡校区、金海校区，是长沙市私立学校，隶属于金海教育集团。

## 历史
2000年3月，金海教育集团开始创办学校，第一所学校是“宁乡县金海实验学校”，校址位于宁乡县委党校，2002年，学校搬迁到宁乡一中老校园。
2000年下半年，金海教育集团又在长沙市雨花区湖南环科园创办第二个校区，名叫“长沙市金海中学”。
2008年，金海教育集团在长沙市大河西金洲大道创办“望城金海双语实验学校”。

## 学校文化

### 校训
诚信，勤朴

## 对外合作
金海中学和西安交通大学、中央美术学院、鲁迅美术学院以及新西兰帕帕努伊高中为友好合作关系。

## 奖项
金海中学先后荣获“长沙市首家示范性民办初中”、“湖南省现代教育技术实验学校”、“湖南省校园文化建设典范”、“湖南省首届十佳民办中学”、“教育部教育科研先进单位”、“国家首批教育质量管理示范基地”、“中国民办十大知名品牌学校”等荣誉奖项。